# Орловка (Фёдоровский район)
Орловка (баш. Орловка) — деревня в Федоровском районе Республики Башкортостан Российской Федерации. Входит в состав Теняевского сельсовета.

## География

### Географическое положение
Расстояние до:
- районного центра (Фёдоровка): 19 км,
- центра сельсовета (Теняево): 12 км,
- ближайшей ж/д станции (Мелеуз): 80 км.

## Население
| 2002 | 2009 | 2010 |
| ---- | ---- | ---- |
| 155  | →155 | ↘152 |

Национальный состав
Согласно переписи 2002 года, преобладающая национальность — чуваши (76 %).